# Épiphane
Épiphane ist ein französischer männlicher Vorname. Es ist die französische Form des griechisch-lateinischen Namens Epiphanius. Dieser ist abgeleitet von επιφανής („berühmt“) und hat dieselbe Etymologie wie das christliche Fest Epiphanias, siehe dort.

## Verbreitung des Namens
In Westafrika wird der Name als männlicher Vorname bevorzugt Kindern gegeben, die am 6. Januar auf die Welt kommen. Eine weibliche Form ist Epiphania.